# Volley Schönenwerd
Volley Schönenwerd (dawniej Turnverein Schönenwerd, w skrócie TV Schönenwerd) – szwajcarski męski klub siatkarski z miejscowości Niedergösgen. Od sezonu 2010/2011 występuje w Nationalliga A.

## Sukcesy
Mistrzostwo Szwajcarii:
- 2023[1], 2024[2]
- 2014, 2025[3]
- 2013, 2017, 2019, 2021, 2022[4]